# سيرجيو أوليفا
سيرجيو أوليفا (بالإنجليزية: Sergio Oliva)‏ لاعب كمال أجسام محترف من كوبا، عرف باسم «الأسطورة»، وهو اللقب الذي أطلقه عليه لاعب كمال الأجسام والكاتب ريك واين، لكن أوليفا نفسه يشكك في هذا الادعاء. وقد لقبه بذلك لأن كل من رآه عام 1967 في مونتريال، قال أنه «لا يصدق».
هو ثانى أبطال مستر أولمبيا والتي فاز بها ثلاث أعوام متتاليه 1967 1968 1969

## روابط خارجية
- سيرجيو أوليفا على موقع IMDb (الإنجليزية)
- سيرجيو أوليفا على موقع قاعدة بيانات الفيلم (الإنجليزية)